# Christian Köck
Christian Köck (* 1. Juli 1958 in Wien) ist ein österreichischer Gesundheitsökonom, Unternehmer und ehemaliger Politiker.

## Werdegang
Köck wurde 1993 an der Harvard University im Bereich Gesundheitspolitik und Gesundheitsökonomie promoviert. Er war von 1990 bis 1995 als Leiter des Bereiches Organisationsentwicklung und Qualitätsmanagement des Wiener Krankenanstaltenverbundes tätig. Er war Professor an der Universität Witten-Herdecke und Inhaber des Lehrstuhls für Gesundheitspolitik und Gesundheitsmanagement. Von 2000 bis 2004 war er Dekan der Fakultät für Medizin der Universität Witten/Herdecke. In österreichischen und deutschen Medien war er ein viel zitierter Experte zum Thema Gesundheitspolitik.
Seit 2004 ist er Alleinvorstand der Health Care Company AG, später HCC Health Care Company GmbH in Wien, die im September 2008 nach einer Investition von 62 Millionen Euro im steirischen Bad Gleichenberg i hr erstes „Life Medicine Resort“ eröffnet hat, eine Kombination aus 4-Sterne-Hotel, Krankenhaus und Kureinrichtung. 2012 ging das Projekt in Konkurs. Köck war von 1996 bis 2004 Mitglied des Editorial Board des British Medical Journal (BMJ) und von 1996 bis 2002 Vorsitzender der Gesellschaft für Qualitätsmanagement in der Gesundheitsversorgung. Er war 2000 kurzzeitig Bundessprecher des Liberalen Forums. Von 2011 bis 2019 war er Mitglied des Aufsichtsgremiums des Wiener Krankenanstaltenverbundes.
Neben seinen beruflichen Interessen ist Christian Köck im kulturellen Bereich tätig. Er ist Mitglied des Kuratoriums der Wiener Konzerthausgesellschaft und war bis 2015 Mehrheitseigentümer des Plattenlabels col legno.